# Coupe d'Angleterre de football 1889-1890
Navigation
Coupe d'Angleterre 1888-1889 Coupe d'Angleterre 1890-1891
La Coupe d'Angleterre de football 1889-1890 est la 19e édition de la Coupe d'Angleterre de football. 
La finale se joue le 29 mars 1890 au Kennington Oval entre les Blackburn Rovers et The Wednesday. Blackburn Rovers remporte son quatrième titre en battant The Wednesday 6 à 1.

## Finale
| Finale de la Coupe d'Angleterre 1889-1890 | Blackburn Rovers | 6 – 1   | The Wednesday | Kennington Oval (Londres) |  |
| 29 mars 1890                              |                  | (4 – 0) |               |                           |  |